# Saint-Ferréol-Trente-Pas
Saint-Ferréol-Trente-Pas – miejscowość i gmina we Francji, w regionie Owernia-Rodan-Alpy, w departamencie Drôme.
Według danych na rok 1990 gminę zamieszkiwało 191 osób, a gęstość zaludnienia wynosiła 9 osób/km² (wśród 2880 gmin regionu Rodan-Alpy Saint-Ferréol-Trente-Pas plasuje się na 1436. miejscu pod względem liczby ludności, natomiast pod względem powierzchni na miejscu 453.).